# 2008年度電視節目欣賞指數調查
2008年度電視節目欣賞指數調查，頒獎禮於2009年3月3日頒發。

## 結果

### 最佳電視節目
- 第一位：　向世界出發（無綫電視）
- 第二位：　四川大地震特輯（香港電台）
- 第三位：　2008大事回顧（無綫電視）
- 第四位：　星期二／日檔案（無綫電視）
- 第五位：　冰天動地（無綫電視）
- 第六位：　2008香港問責大事回顧（香港電台）
- 第七位：　鏗鏘集（香港電台）
- 第八位：　新聞透視（無綫電視）
- 第九位：　海底歷奇（香港電台）
- 第十位：　香港歷史系列（香港電台）
- 第十一位：活在邊緣（香港電台）
- 第十二位：有線新聞（有線電視）
- 第十三位：新聞／財經／天氣報告（無綫電視）
- 第十四位：傑出華人系列（香港電台）
- 第十五位：不死傳奇（香港電台）
- 第十六位：變革三十年（無綫電視）
- 第十七位：鐵窗邊緣（香港電台）
- 第十八位：送愛到四川（亞洲電視）
- 第十九位：光影流情（無綫電視）
- 第二十位：開心果笑聲忘不了（無綫電視）

### 評審團大獎
- 得獎節目：香港歷史系列 - 辛亥革命在香港（香港電台）
- 優異獎：冰天動地（無綫電視）
- 優異獎：台海和平與戰爭 - 金門大戰（亞洲電視）
- 優異獎：怪談（有線電視）

### 全年最高平均欣賞指數大獎
- 香港電台

### AI 二十年特別大獎
- 創作紀錄大獎 – 亞洲電視
- 服務無間大獎 – 有線電視
- 劇力萬鈞大獎 – 無綫電視
- 香港精神大獎 – 香港電台

## 外部連結
- 2008年度電視欣賞指數調查官方網頁（页面存档备份，存于）
- 第二十屆 TV·AI 最佳節目頒獎（页面存档备份，存于）